# Quentin Hull
Quentin Hull és un periodista esportiu de l'Australian Broadcasting Corporation. Ha cobert un gran nombre de torneigs de tennis, com ara l'Open d'Austràlia, la Copa Hopman o el Torneig de Wimbledon (en aquest cas, per a la BBC). També cobreix les lligues australianes de rugbi, futbol, rugbi a 15, críquet, golf, bitlles sobre herba i fins i tot Bola 9.
Es va iniciar en el món professional al diari The Daily Advertiser de la seva ciutat natal, Wagga Wagga (Nova Gal·les del Sud). El seu pare Alan treballava del mateix i fins al 2020 va cobrir les curses de cavalls del Murrumbidgee Turf Club.